# Pedro Rodríguez Pacheco
Pedro Rodríguez Pacheco (Sanlúcar la Mayor, provincia de Sevilla, 10 de febrero de 1941) es un escritor, intelectual y poeta español. Profesor de Universidad y conferenciante, ha publicado más de una treintena de libros.

## Biografía

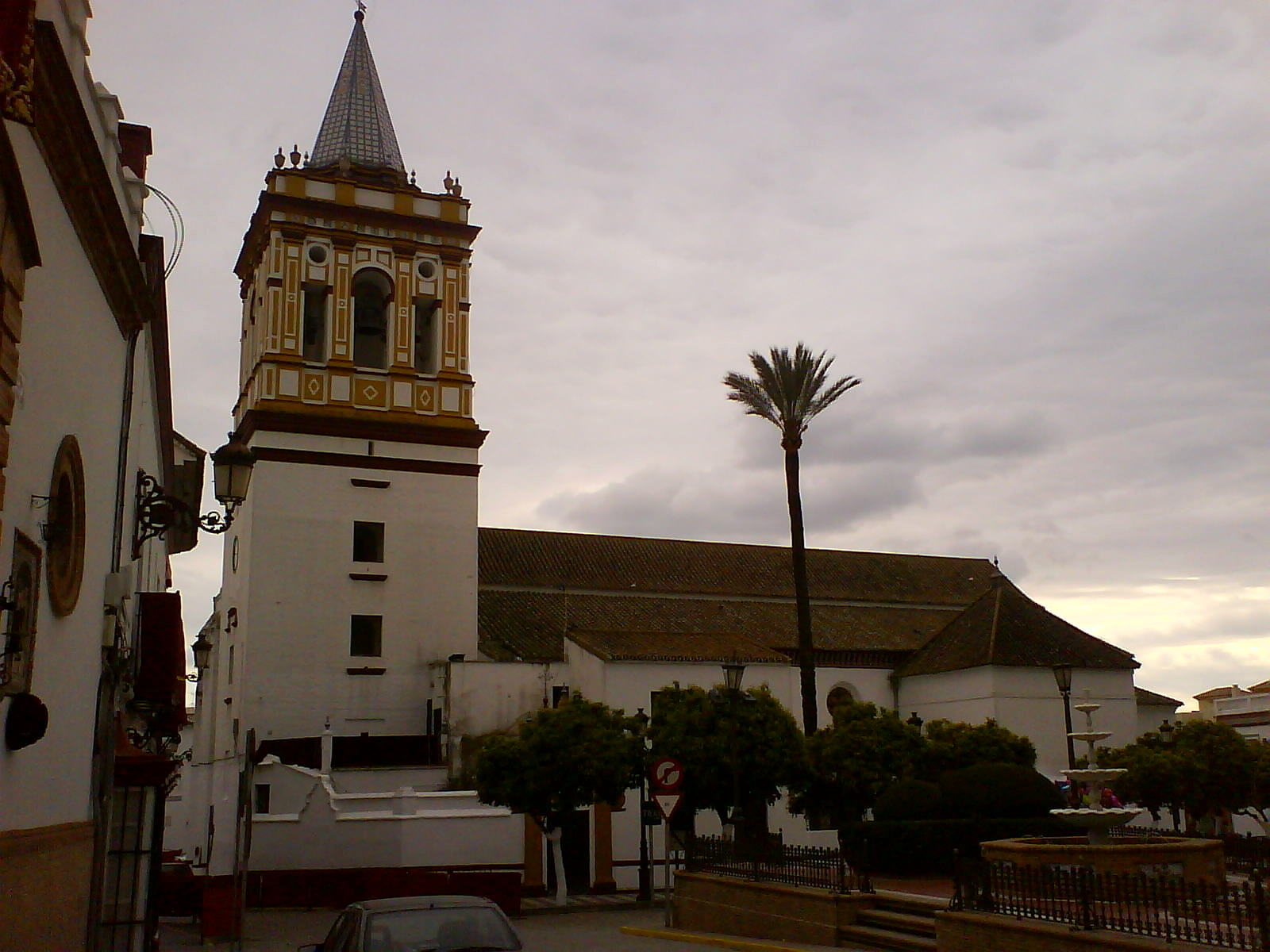
Iglesia de Santa María, en Sanlúcar la Mayor (Sevilla)

Es licenciado en Filosofía y Letras por la Universidad de Sevilla. Ha sido profesor de la Universidad de Sevilla y de la Universidad de Perugia (Italia) entre 1983 y 1987.

## Trayectoria
En 1980, la editorial Rialp le publica Bajo el signo de acuario, libro de poemas aparecido en 1975. En 1984 ganó el premio Irún de Poesía, con El jardín de Eros. Rodríguez Pacheco ha dedicado su vida a la lucha por la poesía. Ha sido articulista y crítico literario en diarios y revistas andaluces, publicó asiduamente en Los Cuadernos del Sur del diario Córdoba, en la revista Papel Literario del diario Málaga-Costa del Sol y en el suplemento Los Pliegos de Alborán, de la revista El Faro de Motril.

## Obra literaria
Pedro Rodríguez Pacheco se incluye a sí mismo entre los poetas de los años sesenta, grupo generacional semiescondido por la poesía social y el artificio de los novísimos.

Mi nacimiento poético lo fue en la década de los sesenta; conmigo crecieron y se desarrollaron poetas estupendos: Ángel García López, Manuel Ríos Ruiz, Antonio Hernández, Diego Jesús Jiménez, Jesús Hilario Tundidor, Justo Jorge Padrón, Marcos Ricardo Barnatán, Antonio Carvajal, José Luis Núñez y Miguel Fernández, estos dos últimos tempranamente fallecidos.
Autorretrato. Cuaderno del Aula de Literatura “José Cadalso”, 1992.

Rodríguez Pacheco ha escrito mucho sobre la excepcionalidad de la poesía de los autores andaluces y ha profundizado en este campo en las introducciones de dos antologías: La triple vía del fuego. Poesía sevillana 1950-1990, obra publicada en 1992; y La línea interior. Antología de poesía andaluza contemporánea, publicada en 2000.
Ha publicado más de 20 libros de poesía que se agrupan en tres etapas fundamentales: De libre edad, que comprende su creatividad desde 1964 hasta 1990. En 1993 inicia la segunda etapa de su escritura con la trilogía La leyenda del sábalo, una poesía difícil y a contracorriente formada por los libros Oda civil (1995), Manual para terroristas (1997) y Delicias de Bromuro potásico (1998).
Su tercera etapa comprende la poesía del siglo XXI, que inicia con un amplísimo poemario de más de doscientos poemas titulado A solas con la edad (2009), una obra que quiere ser un diálogo con su biografía, un ajuste de cuentas con la historia pequeña de cada uno, sus amigos y la literatura. Y le sigue Friso de las cinco fábulas (2013).
Activista de la Poesía de la Diferencia, colaboró en la fundación de la Asociación Andaluza de Críticos Literarios. En 2014 publicó el ensayo La otra mirada, una incursión en la historia de la poesía española reciente.

## Poesía
- Anónima canción (1964)

- Nueva historia de los dioses (1969)

- La vida y las palabras (1978)

- Bajo el signo de acuario, Madrid, Rialp, 1980.

- Elogio del olvido (1980)

- Camafeos (1981)

- Hymnica sevillana (1981)

- Las oxidaciones(1983)

- El fulgor y las sombras (1984)

- El jardín de Eros, Irún, Caja de Ahorros Provincial de Guipúzcoa, 1984.

- Los lujos corporales, Granada, Ediciones Antonio Ubago, colección Genil, 1985.

- Los cantos umbros (1985)

- El largo eclipse de Épsilon (1989)

- Todo azar, Valencia, Ajuntament de València, 1990.

- Ocaso en Oromana, Granada, Ediciones Antonio Ubago, colección Ánade, 1990.

- Heráldica de la nieve (1991)

- De libre edad. Antología (1964-1990), Granada, Ediciones Antonio Ubago, colección Ánade, 1992. Estudio preliminar de Javier Sánchez Menéndez y epílogo de José María Barrera.

- Oda civil, Barcelona, El Bardo, 1995.

- El baile de las grullas, Córdoba, 1996.

- Manual para terroristas, Madrid, Huerga & Fierro, colección Fenice poesía, 1997.

- Delicias de Kbr (Delicias de bromuro potásico), Madrid, Huerga & Fierro, 1998.

- Rituale doméstico (2001)

- A solas con la edad, Madrid, Los Libros de la Frontera, 2005.

- Friso de las cinco fábulas (2013)

### Antologías
- Antologia di poesia mediterranea, de Emanuele Bettini.

- Diez siglos de la poesía española, antología de Mateja Matevski.

- Antología de la poesía española del siglo XX, de Mateja Matevski.

## Ensayo
- 1976 Lengua y estilo en “Recuerdo infantil” de las Soledades
- 1992 Poesía sevillana (1950-1990)
- 1999 Así es la rosa (Antología temática)
- 2000 La línea interior. (Antología de poesía andaluza contemporánea)
- 2014 La otra mirada. Literatura española, ¿crimen o suicidio?, Barcelona, Ediciones Carena, 2014